# Hooiwagen in wereldbol
Hooiwagen in wereldbol is een wandtapijt in het Koninklijk Paleis van Madrid, uitgevoerd tussen 1550 en 1570 door een onbekend, Brussels weefatelier, naar een ontwerp toegeschreven aan Pieter Coecke van Aelst. De voorstelling, onderdeel van een oorspronkelijk vijfdelige reeks, is vermoedelijk gebaseerd op een verloren gegaan schilderij van de Zuid-Nederlandse schilder Jheronimus Bosch.

## Voorstelling
Het stelt een grote, ronde schijf voor met daarin een voorstelling rondom een hooiwagen. De schijf bevindt zich in een uitgestrekte oceaan, die bevolkt wordt door enorme vissen, en wordt rechtsboven bekroond door een met engelen omgeven kruis. De opzet en de betekenis van de centrale voorstelling met de hooiwagen komt in grote lijnen overeen met die van Bosch’ Hooiwagen-drieluik in het Prado in Madrid, respectievelijk het Escorial. Ook hier wordt een wagen vol hooi door demonen voortgetrokken, terwijl het volk op leven en dood een beetje hooi probeert te bemachtigen en de groten de aarde met de Paus voorop de wagen volgen. Omdat het wandtapijt in spiegelbeeld is uitgevoerd, was de richting van de wagen in het oorspronkelijke ontwerp (en dus ook in het vermoedelijke origineel van Bosch) gelijk aan die van het Hooiwagen-drieluik.
Het hooi staat symbool voor de waardeloosheid van wereldse zaken, als bedrog, ijdelheid en materialisme, en het najagen hiervan. Waar dit toe kan leiden wordt op de voorgrond uitgebeeld. Hier gaat men elkaar fysiek te lijf om zo veel mogelijk hooi te bemachtigen en vereert men het hooi op de plaats waar men vroeger de relikwie vereerde. Tussen het volk is echter ook de Dood aanwezig, terwijl linksonder enkele demonen bezig zijn verdoemde zielen op een boot te laden. De duivel krijgt zo dus greep op de mens door zijn eigen hebzucht en egoïsme, terwijl dat wat hij nastreeft (het hooi) eigenlijk waardeloos is.

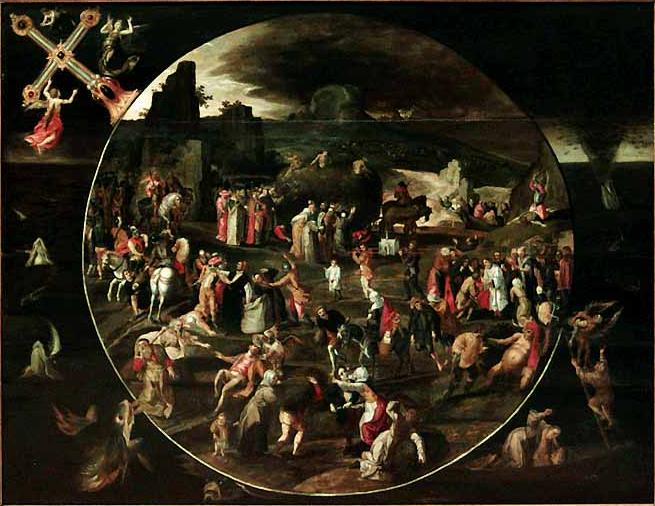
Atelier van Gillis Mostaert. De hooiwagen. Parijs, Louvre.

## Toeschrijving
Het wandtapijt is uitgevoerd door een onbekend, Brussels weefatelier. In het Koninklijk Paleis van Madrid bevindt zich nog een tweede wandtapijt met Boschiaanse voorstelling, een wandtapijt gebaseerd op de Tuin der lusten. Dit wandtapijt bevat een classicistische omlijsting, die overeenkomt met die van de Hooiwagen in wereldbol, en is gemerkt BB (Brussel Brabant) en AC of AG. Het ontwerp wordt toegeschreven aan de Brusselse kunstenaar Pieter Coecke van Aelst. Dat het werk is ontleend aan een verloren gegaan schilderij is slechts een vermoeden. In het Louvre in Parijs bevindt zich een schilderij uit het atelier van Gillis Mostaert dat eveneens aan dit verloren gegane schilderij ontleend zou kunnen zijn.

## Herkomst
De precieze herkomst van de Hooiwagen in wereldbol in onbekend. Wandtapijten met voorstellingen, die gebaseerd zijn op werk van Jheronimus Bosch, komen verschillende keren voor in de archieven. Zo wordt in een inventaris van de Franse koning Frans I een serie van vijf wandtapijten ‘des devys de Hieronyme’ genoemd, waaronder ‘une chartée de foing où gens de tous estatz vont pour en avoir, enchassé en ung tableau’. In 1699 wordt deze serie nog vermeld ‘in de meubelkamer des Konings van Vrankryk’. In 1566 liet kardinaal De Granvelle eenzelfde soort serie maken voor zijn residentie in Mechelen. Ook Lamoraal van Egmont bezat een Bosch-serie, die omstreeks 1568 in beslag genomen werd en geschonken werd aan Filips II van Spanje.